# Château d'Andělská Hora
Pour les articles homonymes, voir Andělská Hora.
Le château d'Andělská Hora (originellement appelé Engelsburg) est un château en ruines située dans le village homonyme à 7 km au sud-est de Karlovy Vary, en République tchèque.
Les ruines se trouvent sur un rocher qui domine le village juste au-dessous. Il a été fondé à la fin du XIVe siècle par Boreš z Rýznburk, un noble de la famille de Rýznburk pour défendre ses territoires.
Le château a été détruit pendant la guerre de Trente Ans et abandonné au XVIIe siècle.

## Source
- (en) Cet article est partiellement ou en totalité issu de l’article de Wikipédia en anglais intitulé « Andělská Hora Castle » (voir la liste des auteurs).